# ایفالیک
ایفالیک یا ایفالوک یک آب‌سنگ حلقوی از سه آبخوست جزایر کارولین میانی است. همچنین این آب‌سنگ حلقوی یک منطقه شهرداری در ایالت یاپ، ایالات فدرال میکرونزی نیز هست. ایفالیک در ۴۰ کیلومتر (۲۵ مایل) خاور ولئای و ۷۰۰ کیلومتر (۴۳۰ مایل) جنوب خاور آبخوست یاپ قرار دارد. جمعیت ایفالیک در سال ۲۰۰۰، ۵۶۱ نفر بود. این جمعیت در خشکی به مساحت ۱٫۵ کیلومتر مربع (۰٫۵۸ مایل مربع) زندگی می‌کردند. خرد آبخوست‌های ایفالیک: الا، الانگلاپ، راوایی، و فالالوپ (آبخوست اصلی) هستند.

## جغرافیا
مساحت کل خشکی ایفالیک تنها ۱٫۴۷ کیلومتر مربع (۰٫۵۷ مایل مربع) است. اما تالاب داخلی به مساحت ۲٫۴۳ کیلومتر مربع (۰٫۹۴ مایل مربع) و ژرفای ۲۰ متر (۶۶ فوت) را در بر می‌گیرد. مساحت کل منطقه ۶ کیلومتر مربع (۲٫۳ مایل مربع) است.

## تاریخ
ایفالیک به "آبخوست جنگجویان" شناخته می‌شود. پیش از ورود اروپایی‌ها، جنگجویان آن به آبخوست‌های دور افتاده یاپ و چوک حمله می‌کردند. از آب‌سنگ‌های حلقوی که به آنها حمله شده، می‌توان لاموترک، فارائولپ، ولئای، الاتو، ساتاوال، یولیتی، و پلووات (در ایالت چوک) را نام برد.
در ۱۸۹۹ امپراتوری استعماری آلمان، بر همه آبخوست‌های جزایر کارولین ادعای مالکیت کرد. پس از جنگ جهانی اول، این آبخوست‌ها به کنترل امپراتوری استعماری ژاپن در آمدند. پس از جنگ جهانی دوم، ایالات متحده آمریکا کنترل این آبخوست‌ها را به عهده گرفت. از ۱۹۴۷ آب‌سنگ حلقوی ایفالیک به عنوان بخشی از قلمرو تراست جزایر اقیانوس آرام مدیریت شد و در ۱۹۷۹ بخشی از ایالات فدرال میکرونزی شد.